# Todd Lockwood
Todd Lockwood né le 9 juillet 1957 est un illustrateur américain d'heroic fantasy et de science-fiction. Il a fait de nombreuses illustrations pour la troisième édition du célèbre jeu de rôle Donjons et Dragons.

## Biographie
Il est connu pour ses illustrations de Drizzt Do'Urden créé par R.A. Salvatore et les Royaumes oubliés de manière générale.
Il a travaillé pour différents magazines dont Dragon Magazine et Dungeon Magazine.

## Couvertures de romans

### Romans parus en France
- Retour à la clarté 1998
- La tentation d'Elminster 1999
- L'épine dorsale du monde 2000
- Les ailes noires de la mort 2000
- Aussi loin qu'une âme ait pu fuir 2001
- Les mille orcs 2003
- Le drow solitaire 2003
- Le masque de lumière 2003
- Les deux épées 2004
- Terre natale 2008
- Terre d'exil 2008
- Terre promise 2008
- L'éclat de cristal 2009
- Les torrents d'argent 2009
- Le joyau du Halfelin 2009
- Serviteur du cristal 2009
- La promesse du roi Sorcier 2009
- La route du patriarche 2009
- Le Roi Orque 2008
- Le Roi Pirate 2009
- L'héritage 2010
- Nuit sans étoile 2010
- L'invasion des ténèbres 2010
- Une aube nouvelle 2010
- Le roi Fantôme 2010
- Lame furtive 2010
- L'épine dorsale du monde 2010
- La Mer des Epées 2011
- Les mille orques 2011
- Le drow solitaire 2011
- Les deux épées 2011
- Gontelgrim 2011

### Romans non parus en France
- Daughter of the drow 2003
- Tangled webs 2003
- Neverwiner Wood 2011